# Якісний аналіз
Я́кісний ана́ліз (рос. качественный анализ, англ. qualitative analysis, нім. qualitative Analyse f) — аналіз, в якому речовини ідентифікують або класифікують на основі їхніх хімічних або фізичних властивостей, таких як хімічна реакційна здатність, розчинність, молекулярна вага, точка плавлення, випромінювальні властивості (емісія, абсорбція), мас-спектри, ядерний період напіврозпаду тощо.

## Загальна характеристика
Якісний аналіз — сукупність хімічних, фізико-хімічних та фізичних методів для визначення та ідентифікації компонентів — хімічних елементів, молекул сполук, йонів, радикалів, функційних груп, мінералів тощо, які входять у досліджувану речовину або суміш речовин.
Найважливіші характеристики якісного аналізу:
- специфічність, тобто можливість виявлення потрібного компонента в присутності домішок;

- границя виявлення, тобто найменша маса або концентрація досліджуваного компонента, яку можна виявити даним методом. Для хім. методів ці показники звичайно не нижче відповідно 1 мкг і 10−6 —%, а при використанні радіоактиваційних методів відповідно 10−12 г і 10−10 %.

Якісний аналіз може бути основною метою дослідження або першим етапом при кількісному аналізі об'єктів невідомого складу. Якісний аналіз в геології проводиться після петрографічних досліджень осадових порід, для кореляції геологічних розрізів, з'ясування геохімічниз умов утворення порід, характеру процесів у масиві, закономірностей розподілу елементів гірських порід, визначення ступеня мінералізації підземних і поверхневих вод, для експрес-аналізу газу в свердловинах, дослідженнях гірської маси тощо.